# Atoposmia elongata
Atoposmia elongata är en biart som först beskrevs av Michener 1936.  Atoposmia elongata ingår i släktet Atoposmia och familjen buksamlarbin. Inga underarter finns listade i Catalogue of Life.